# Seishun Buta Yarō wa Odekake Sister no Yume wo Minai
Seishun Buta Yarō wa Odekake Sister no Yume wo Minai (青春ブタ野郎はおでかけシスターの夢を見ない Seishun Buta Yarō wa Odekake Shisutā no Yume wo Minai?, lit. Un adolescente sinvergüenza no sueña con que una hermana se aventure a salir), también conocida como Rascal Does Not Dream of a Sister Venturing Out en inglés, es una película japonesa de 2023 de drama romántico sobrenatural animada basada en el volumen ocho de la serie de novelas ligeras Seishun Buta Yarō escrita por Hajime Kamoshida e ilustrada por Keeji Mizoguchi.
Es producida por el estudio CloverWorks y sirve como secuela de la película anime de 2019 Seishun Buta Yarō wa Yumemiru Shōjo no Yume wo Minai.
La película se estrenó en Japón el 23 de junio de 2023, y en cines estadounidense el 24 de marzo de 2024.

## Reparto de voz
| Personaje        | Voz             |
| ---------------- | --------------- |
| Sakuta Azusagawa | Kaito Ishikawa  |
| Mai Sakurajima   | Asami Setō      |
| Shoko Makinohara | Inori Minase    |
| Tomoe Koga       | Nao Tōyama      |
| Rio Futaba       | Atsumi Tanezaki |
| Nodoka Toyohama  | Maaya Uchida    |
| Kaede Azusagawa  | Yurika Kubo     |

## Producción
El proyecto se anunció inicialmente durante el evento Aniplex Online Fest en septiembre de 2022.
Se confirmó que se estrenará como una película teatral en diciembre de 2022, con el personal que regresa, incluido el director Sōichi Masui, el guionista Masahiro Yokotani y el diseñador de personajes Satomi Tamura, y el estudio CloverWorks.
La película es una secuela de Seishun Buta Yarō wa Yumemiru Shōjo no Yume wo Minai y adapta el volumen ocho de la serie de novelas ligeras Seishun Buta Yarō escrita por Hajime Kamoshida e ilustrada por Keeji Mizoguchi.
Durante una presentación en el AnimeJapan 2023 se anunció que la película estará compuesta de dos partes, estrenándose la primera película en cines el 23 de junio. Además, se publicó un tráiler y una imagen promocional del anime.

## Lanzamiento
El 11 de febrero de 2023 se anunció que la película se estrenará en cines en Japón el 23 de junio de 2023. Su estreno para la mayoría de países latinomericanos fue el 11 de abril de 2024 en cines.

## Crítica y taquilla
En su primer fin de semana, la película Rascal Does Not Dream of a Sister Venturing Out se posicionó entre las 10 películas con más asistencia de Japón, según el sitio “Kogyo Tsushin”. La cinta logró un debut en Japón con una recaudación de 175 millones de yenes durante su primer fin de semana, posicionándose en el cuarto puesto de las películas con mayor recaudación en el país durante su estreno.

## Secuela
Una película secuela animada, titulada Seishun Buta Yarō wa Ransel Girl no Yume wo Minai, se estrenará el 1 de diciembre de 2023 en los cines de Japón.